# Préaux (Indre)
Préaux – miejscowość i gmina we Francji, w Regionie Centralnym, w departamencie Indre.
Według danych na rok 1990 gminę zamieszkiwało 227 osób, a gęstość zaludnienia wynosiła 7 osób/km² (wśród 1842 gmin Regionu Centralnego Préaux plasuje się na 913. miejscu pod względem liczby ludności, natomiast pod względem powierzchni na miejscu 298.).